# Rotzo
Rotzo (Rotzo in veneto) è un comune italiano di 641 abitanti della provincia di Vicenza in Veneto.
Si trova all'estremità occidentale dell'Altopiano dei Sette Comuni, delimitato a sud dalla Val d'Assa e a ovest dalla Val d'Astico.

## Origine del nome
Il toponimo compare a partire dal 1175 nelle forme Rozo, Rocium, Rotio, Rotium. È probabile derivi da rozzo, un termine del dialetto vicentino che significa "gruppo di case" (dal latino roteus "luogo recintato"); contrariamente a quanto sostenuto da alcuni, non ha nulla a che vedere con il personale germanico Rozzo poiché è antecedente all'insediamento dei Cimbri (nella cui lingua il paese è conosciuto come Rotz).

## Storia

### Epoca antica

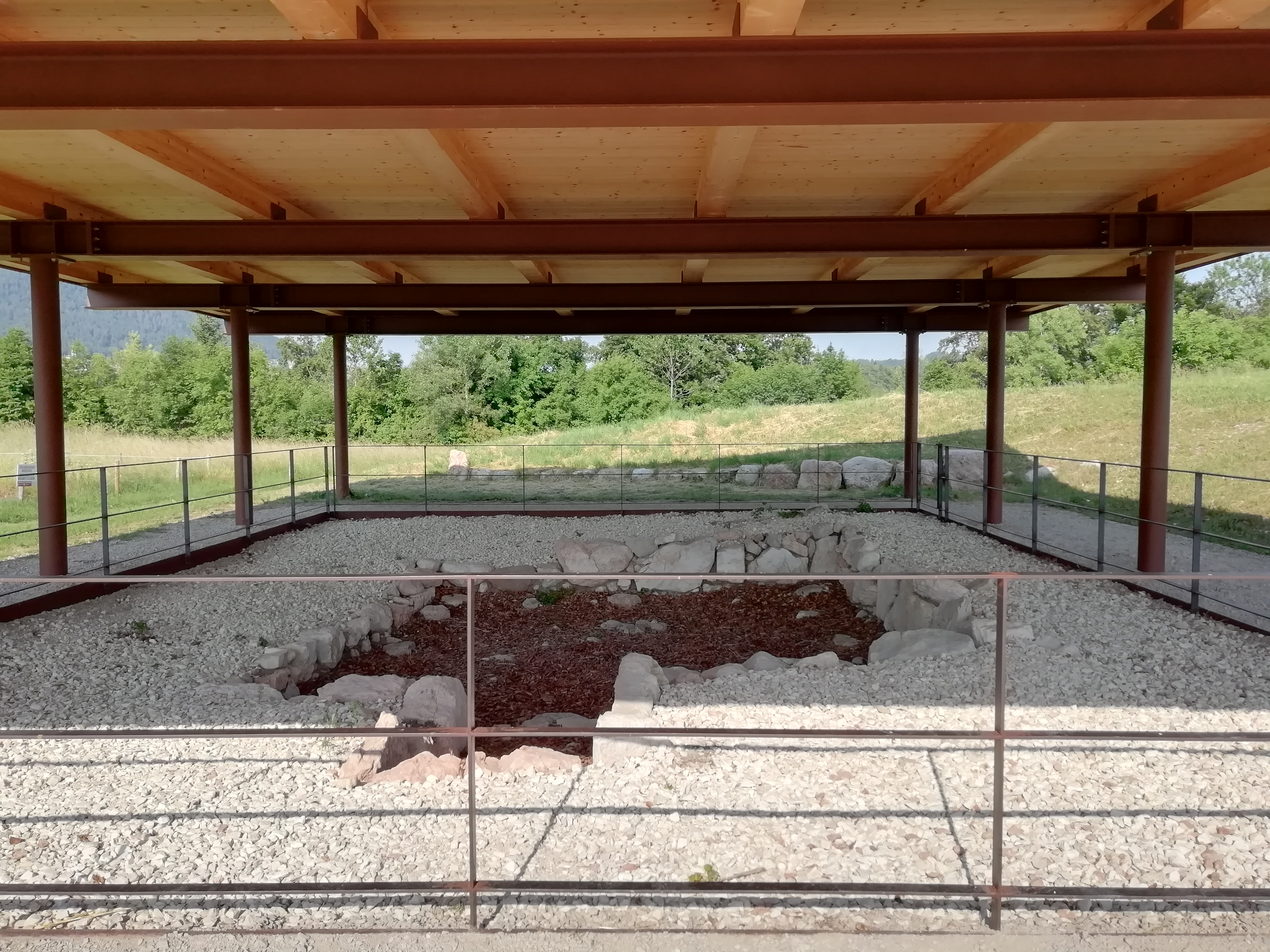
Scavi archeologici del villaggio protostorico del Bostel, tra la cultura retico-alpina e quella paleo-veneta.

La presenza umana nella zona di Rotzo è molto antica, favorita dalla posizione geografica che domina la sottostante val d'Astico, lungo la quale si muovevano i traffici tra la pianura veneta e l'area trentina. L'insediamento poté giovarsi anche di un'ampia zona pianeggiante derivata da una morena glaciale ("la Campagna") e dal clima mitigato dalla pianura sottostante e dalla protezione delle Prealpi.
Dell'età del bronzo (II millennio a. C.) è la Longa Laita, un abitato stagionale probabilmente frequentato da pastori, i cui reperti sono conservati nel museo archeologico di Castelletto.
Nei pressi della frazione Castelletto, in località Bostel, si trova un'importante area archeologica, in cui sono stati portati alla luce i resti di un villaggio stanziale della seconda età del ferro (V-II secolo a.C.). I resti furono scoperti verso la metà del Settecento dall'abate Agostino Dal Pozzo, che riportò alla luce più di quaranta casette costituite da mura a secco e fornite di una sola grande stanza con ingresso verso ovest; al centro dell'ambiente, una buca circolare serviva per cuocere i cibi.
Bisognerà tuttavia aspettare il Basso Medioevo per avere nuove testimonianze sulla zona.

### Medioevo ed epoca moderna
Il toponimo Castelletto suggerirebbe la presenza di una fortificazione in epoca antica; pur mancando dei riferimenti certi, si è ipotizzato che questa costruzione dovesse rivolgersi alla sottostante valle dell'Astico, sorgendo nel punto in cui l'antico percorso che saliva da Pedescala raggiungeva l'Altopiano. In particolare, l'abate Agostino Dal Pozzo individuava le tracce di un fossato e qualche rudere nella collina del Castel. Sappiamo che la località fu controllata della famiglia de Punciis sino al 1250, quando le subentrò il noto Ezzelino da Romano.
Si collocherebbe attorno all'anno Mille la fondazione della chiesa di Santa Margherita, considerata per questo la più antica dell'Altopiano.
La prima citazione del toponimo Rotzo risale al 1175, nell'atto di sottomissione delle comunità di Bassano e Margnan alla città di Vicenza: vi compaiono, tra gli altri, i nomi di tre personalità dette de Rozo dalla località di origine.
Nel 1204, a seguito di un incontro presso Prà della Varda a Cogollo del Cengio tra i rappresentanti delle comunità locali, vengono stabiliti i confini tra i comuni di Castelletto, Cogollo, Caltrano, Chiuppano, Velo e Arsiero; i confini di Castelletto (in cui rientravano anche Rotzo e Roana) sfioravano Asiago e la Valsugana e comprendevano anche la val d'Assa. Nella metà del Duecento si ha la prima notizia della chiesa di Santa Gertrude che nel 1297 — secondo le Rationes Decimarum conservate negli archivi vaticani — era parrocchiale affiliata alla pieve di Santa Maria di Caltrano. Dalla stessa pieve nel 1587 dipendeva la chiesa di San Nicolai di Rotzo.
Nel medioevo il paese fu coinvolto nella colonizzazione dei Cimbri e seguì le sorti della Federazione dei Sette Comuni costituita nel 1310. In questa occasione avvenne una riorganizzazione amministrativa che vide la separazione del comune di Roana, mentre Rotzo comprendeva anche Pedescala, localizzata sul fondo della valle dell'Astico, cui si aggiunse nel 1587 anche la vicina San Pietro.
Interessante una relazione del 1598 inviata da Francesco Caldogno, ispettore dell'Altopiano, al doge Marino Grimani in cui si descrive anche Rotzo. Viene presentata come una località non molto ampia né bella, ma assai fiorente grazie al clima mite e alla vicinanza con la pianura, che permetteva ai suoi abitanti frequenti scambi economici.

### Epoca contemporanea

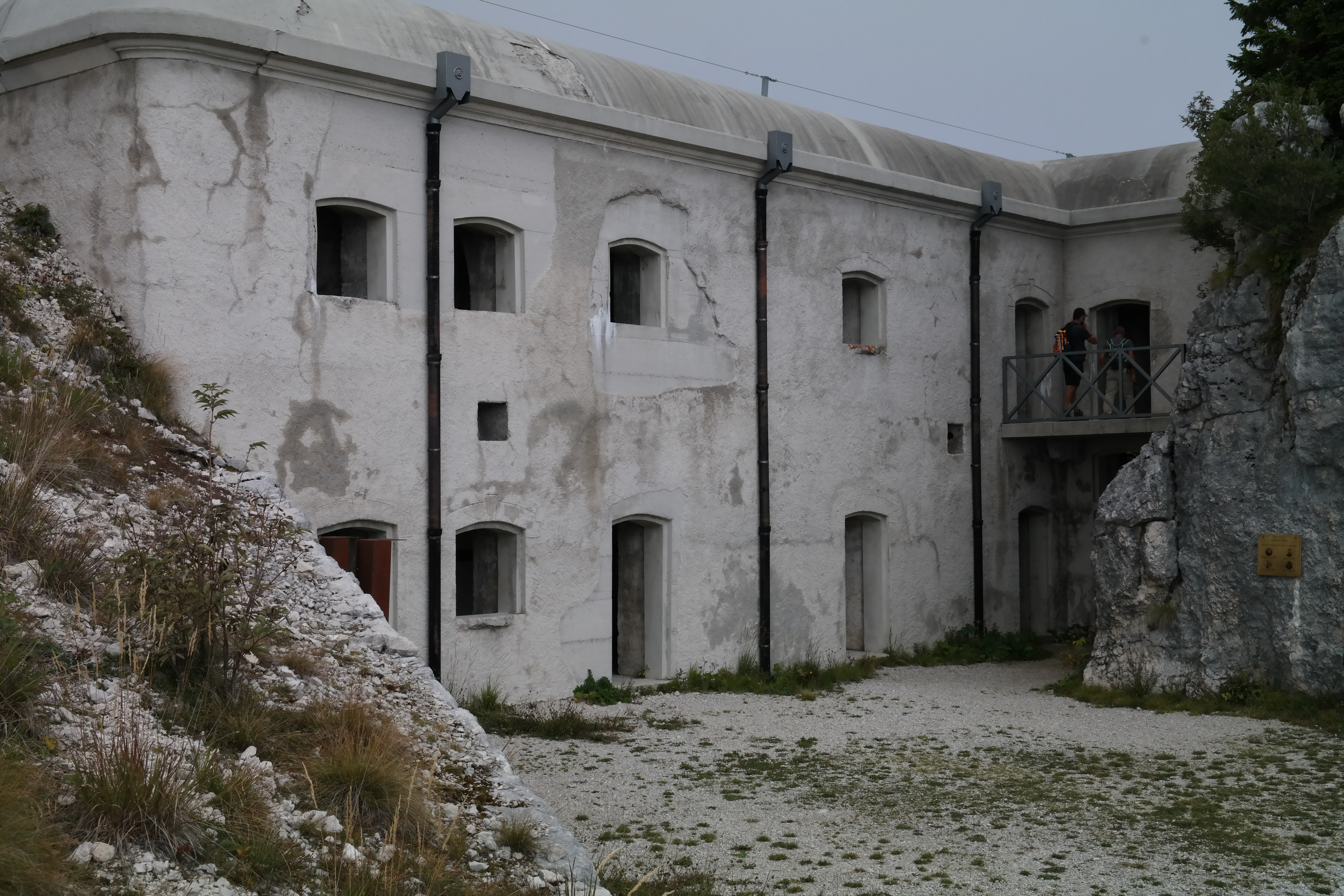
Il Forte Campolongo restaurato, in una foto del 2017

Dopo la fine della Repubblica di Venezia, Rotzo seguì le sorti degli altri comuni dell'Altopiano che videro la dissoluzione della Federazione nel 1807 da parte di Napoleone. Come tutto il Veneto, fu amministrato dall'Impero d'Austria sino al 1866, quando passò al Regno d'Italia.
A varie riprese sia nell'Ottocento che nel Novecento Rotzo fu investita dal fenomeno dell'emigrazione, e vide molti suoi abitanti stabilirsi all'estero in Europa o oltreoceano in America e Australia.
Come tutti gli altri centri dell'Altopiano, Rotzo è stato direttamente interessato dagli eventi della prima guerra mondiale. Le famiglie furono costrette ad abbandonare le proprie abitazioni durante il conflitto e da profughi vennero ospitati soprattutto nei paesi di Barbarano Vicentino (Vicenza) e di Stradella (Pavia). Numerose le testimonianze rimaste: tra tutte, spicca il grandioso forte Campolongo, restaurato nel 2007.

### Simboli
Lo stemma e il gonfalone sono stati concessi con decreto del presidente della Repubblica del 21 novembre 1996.
Il gonfalone è un drappo inquartato di azzurro e di giallo.

## Monumenti e luoghi d'interesse

### Chiesa parrocchiale di Santa Gertrude

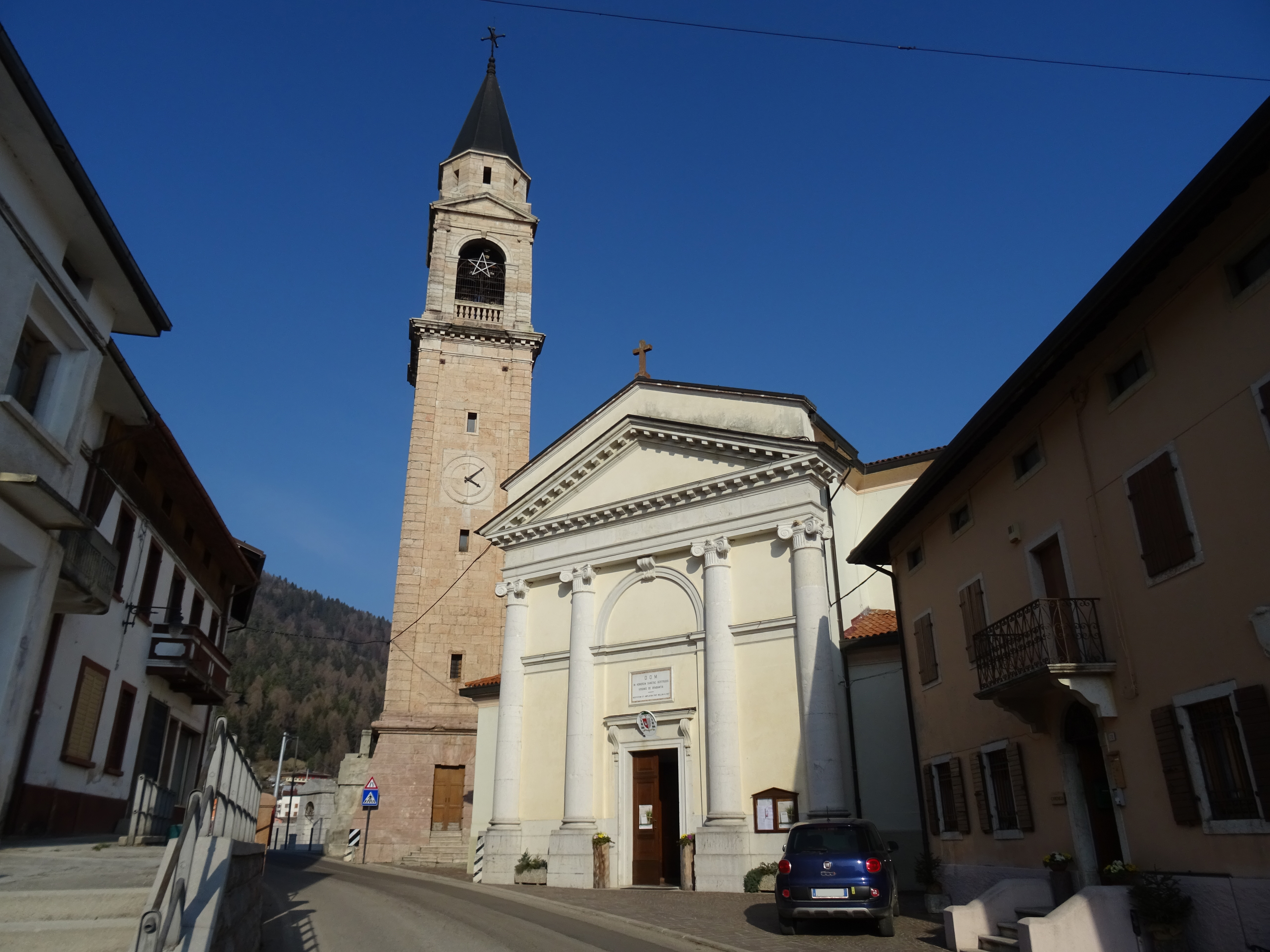
La chiesa di Santa Gertrude nel 2023

Il primo accenno alla chiesa di Santa Gertrude si trova in un atto notarile relativo all'acquisto di possedimenti da parte di Ezzelino III da Romano (1250). La decima papale del 1297, interessante documento che ha tramandato l'organizzazione della diocesi di Padova dell'epoca, la ricorda come dipendenza della pieve di Caltrano, e tale rimase sino al XVI secolo.
Consacrata nel 1763 al termine di una ricostruzione e nominata arcipretale nel 1795, fu rasa al suolo durante la prima guerra mondiale. L'attuale edificio, in stile neogotico, fu consacrato nel 1938. Al suo interno vi sono solo opere recenti: si citano la tela con Santa Gertrude che fa l'elemosina nella chiesa di Rotzo di Giuseppe Mincato (1928) e l'affresco del presbiterio con Dio Padre benedicente di Antonio Soranzo (1937).

### Chiesa di Santa Margherita

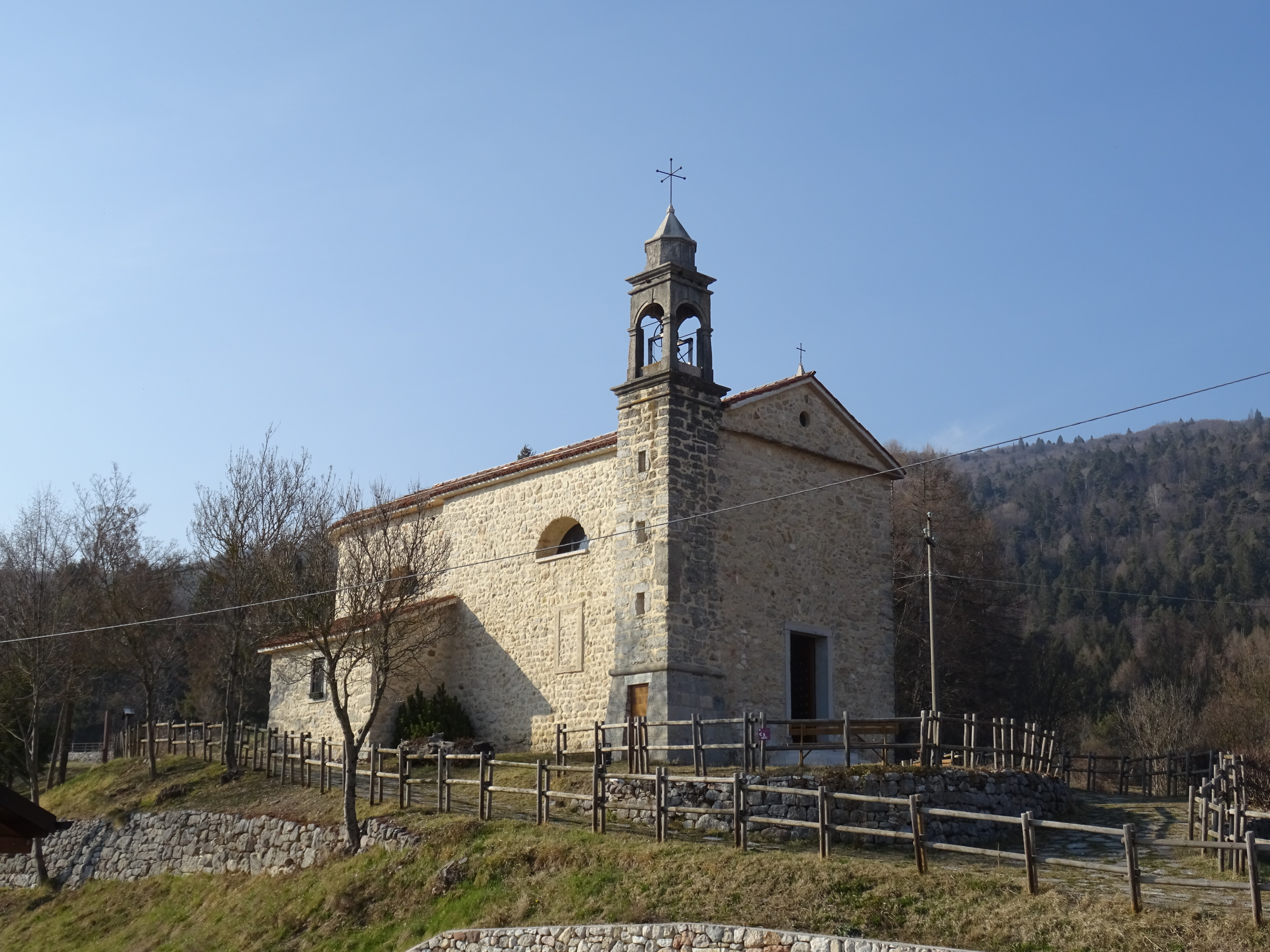
La chiesa di Santa Margherita nel 2023

Notizie sulla chiesa dedicata a Santa Margherita di Antiochia, oggi oratorio dipendente dalla parrocchia di Rotzo, si trovano in documenti ufficiali solo dal 1488, anno della visita pastorale del vescovo Barozzi. La tradizione la fa risalire però al X secolo e questo ne potrebbe fare la più antica chiesa dell'Altopiano.
Vi è conservata un'antica campana bronzea, datata 1439. Durante la seconda guerra mondiale essa fu portata in Austria, ma, grazie al riconoscimento del suo valore storico, fu risparmiata dalla fusione e riportata nella sua sede originaria.

### Siti archeologici
- sito del Bostel, in cui è stato trovato un villaggio di montagna risalente alla seconda età del ferro, valorizzato come parco archeologico

### Aree naturali

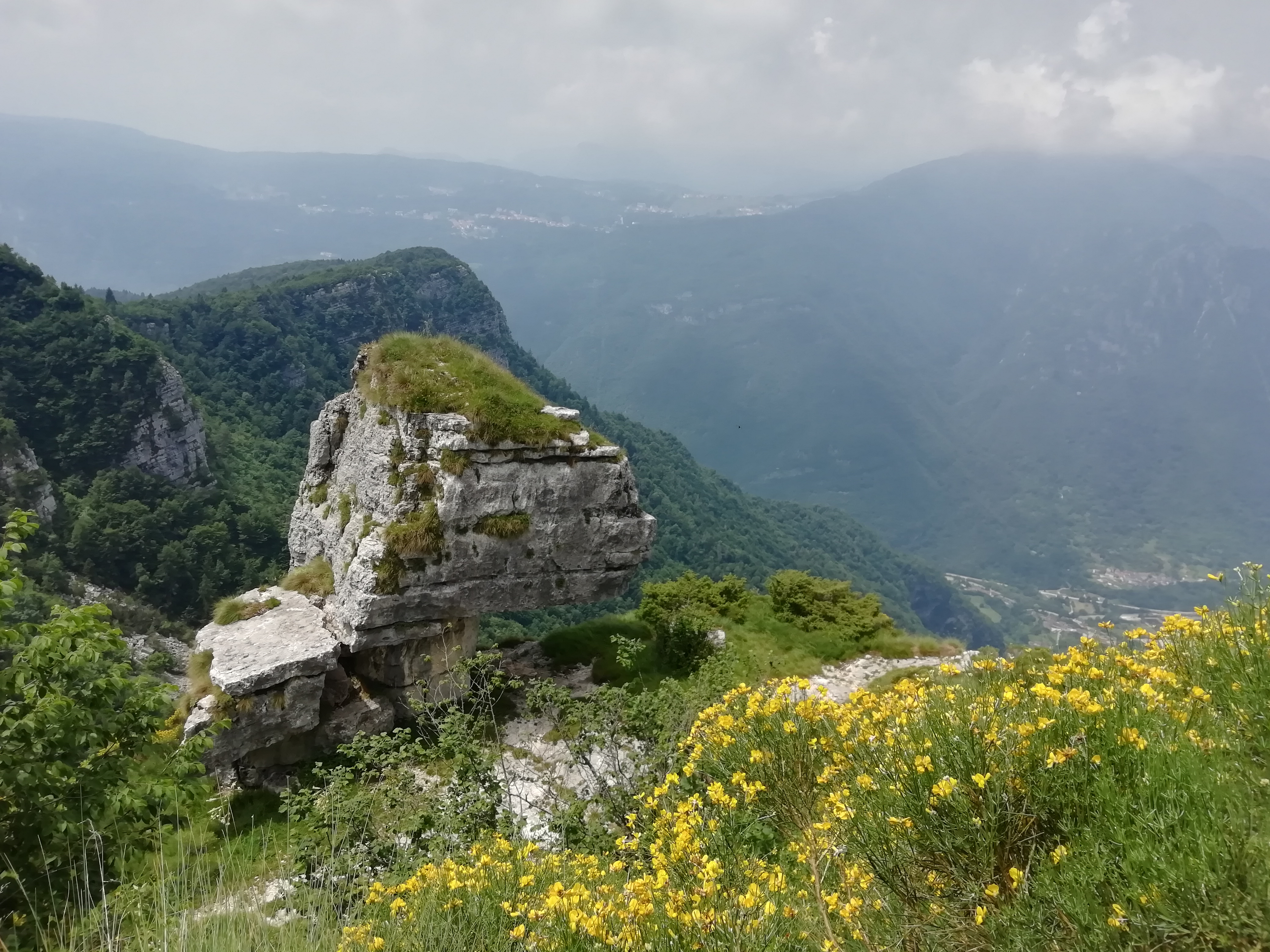
L'Altar Knotto.

- cascate del Pach, raggiungibili dall'impegnativo Sentiero delle Cenge;
- Alta Kugela (o Alta Kuvala), un riparo sotto roccia utilizzato dai pastori fin dalla preistoria, lungo il sentiero CAI 802;[15]
- l'Altar Knotto, una particolare roccia sulla cengia, già luogo di culto cimbro nei pressi dell'Alta Kugela, lungo il sentiero CAI 802;[15][16]
- Punta Altaburg (1293 m s.l.m.), una cima chiamata "vecchio castello" o "vecchio villaggio" in lingua cimbra[17], probabilmente ad indicare la presenza di un antico insediamento in loco; l'Altaburg è caratterizzato da una croce posta sulla sommità probabilmente per "cristianizzare" il luogo pagano; si trova lungo il sentiero CAI 802.[15]

## Società

### Evoluzione demografica
Abitanti censiti

## Cultura

### Musei

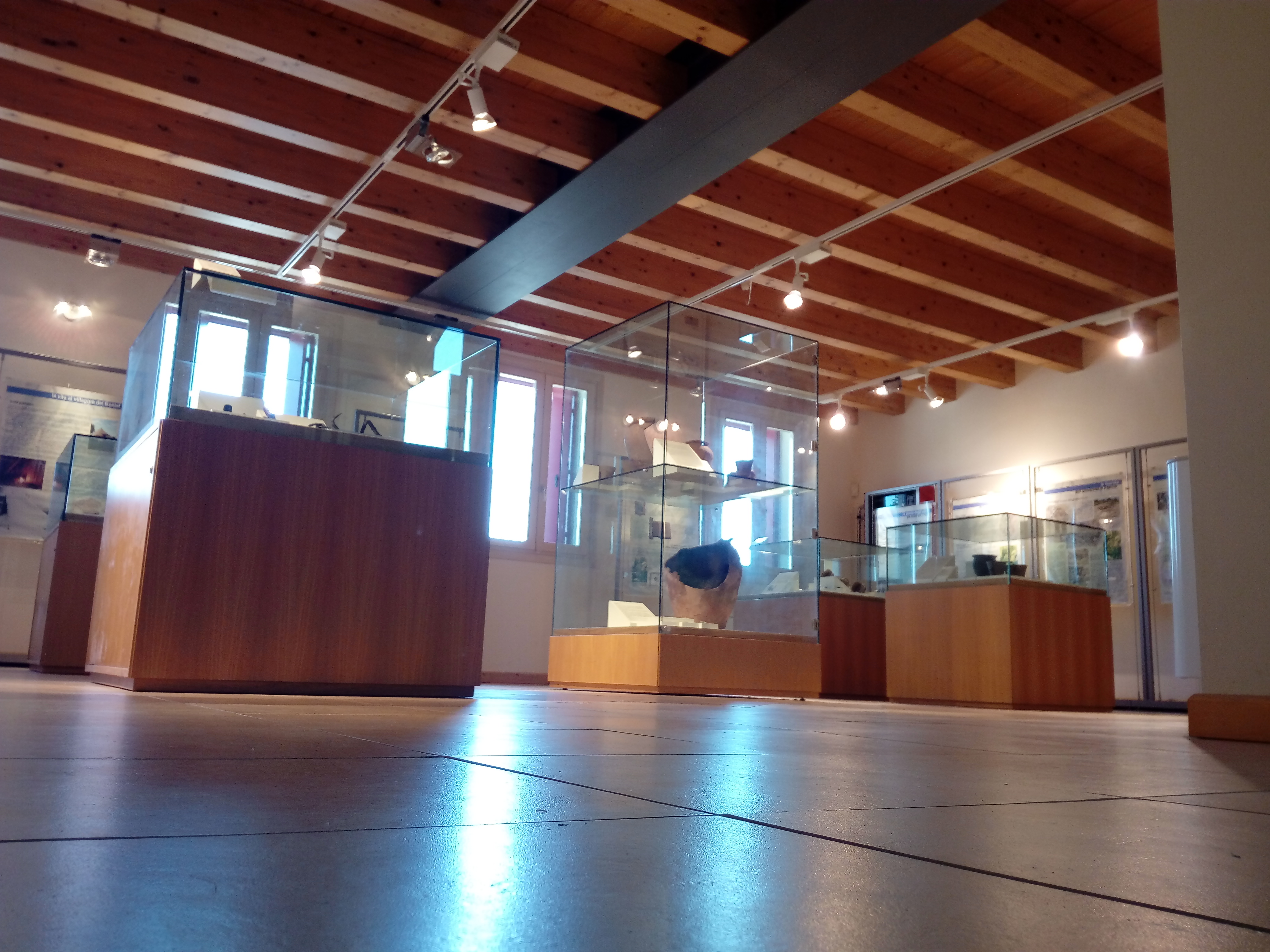
La sala 2 del museo archeologico

- Museo archeologico dell'Altopiano dei Sette Comuni, parte dell'Ecomuseo cimbro dei Sette Comuni che si compone di una rete di percorsi attraverso il territorio, valorizzati da segnaletica e pannelli informativi.[19][20]

### Eventi
- Festival dell'archeologia, al Bostel
- Festa della patata di Rotzo

## Amministrazione
| Periodo        | Periodo        | Primo cittadino    | Partito                        | Carica                    | Note   |
| -------------- | -------------- | ------------------ | ------------------------------ | ------------------------- | ------ |
| ...            | ...            | ...                | ...                            | Sindaco                   |        |
| 1960           | 1962           | Lauro Cunico       | DC                             | Sindaco                   | [ 21 ] |
| 1962           | 1964           | Domenico Pretto    | DC                             | Sindaco                   |        |
| 1964           | 1970           | Carla Slaviero     | DC                             | Sindaco                   |        |
| ...            | ...            | ...                | ...                            | Sindaco                   |        |
| 19 giugno 1985 | 2 giugno 1990  | Massimino Cunico   | DC                             | Sindaco                   |        |
| 28 giugno 1990 | 24 aprile 1995 | Alberto Dal Pozzo  | PSI                            | Sindaco                   |        |
| 24 aprile 1995 | 14 giugno 1999 | Lucio Spagnolo     | lista civica                   | Sindaco                   |        |
| 14 giugno 1999 | 14 giugno 2004 | Edoardo Sartori    | centro-destra (liste civiche)  | Sindaco                   |        |
| 14 giugno 2004 | 20 aprile 2005 | Edoardo Sartori    | centro                         | Sindaco                   |        |
| 20 aprile 2005 | 29 maggio 2006 | Giuseppe Gubitosa  | -                              | Commissario straordinario |        |
| 29 maggio 2006 | 16 maggio 2011 | Matteo Dal Pozzo   | lista civica                   | Sindaco                   |        |
| 16 maggio 2011 | 6 giugno 2016  | Lucio Spagnolo     | lista civica Insieme per Rotzo | Sindaco                   |        |
| 6 giugno 2016  | 27 agosto 2021 | Aldo Pellizzari    | lista civica Insieme per Rotzo | Sindaco                   | [ 22 ] |
| 27 agosto 2021 | 4 ottobre 2021 | Caterina Zancanaro | lista civica Insieme per Rotzo | Vicesindaco               |        |
| 4 ottobre 2021 | in carica      | Lucio Spagnolo     | lista civica Insieme per Rotzo | Sindaco                   |        |

### Altre informazioni amministrative
La circoscrizione territoriale ha subito le seguenti modifiche: nel 1940 distacco delle frazioni di Pedescala e San Pietro Val d'Astico aggregate al nuovo comune di Valdastico (Censimento 1936: pop. res. 1825).

### Referendum
Nel 2006 la popolazione degli otto comuni dell'Altopiano (Asiago, Conco, Enego, Foza, Gallio, Lusiana, Roana e Rotzo) votò a grande maggioranza (94%) a un referendum per il distacco del territorio dalla Regione Veneto e per la successiva aggregazione alla Regione Trentino-Alto Adige. L'anno seguente arrivò il parere negativo da parte sia della provincia di Bolzano che da quella di Trento, mentre il Parlamento, che doveva dare l'esito definitivo, non si espresse mai.

## Economia
La patata di Rotzo veniva coltivata già nel XVIII secolo.